# Горелово (Шатурский район)
Горе́лово — деревня в Шатурском муниципальном районе Московской области, в составе сельского поселения Пышлицкое. Расположена в юго-восточной части Московской области в 4 км к западу от озера Дубового. Население — 44 чел. (2013). Входит в культурно-историческую местность Ялмать.

## Название
В письменных источниках деревня упоминается как Барсуки (материалы Генерального межевания 1790 года), Горелые Борки (карты 1850 и 1871 гг.), Горело (1862 год), Горелые Барки (Барсуки) (1868 год), Горелое, Барсуки тож (1887 год) и Горелово, Горелые Барки, Барсуки тож (1906 год).
Существует несколько версий происхождения названия деревни. Название может быть связано с некалендарным личным именем Горелый. По другой версии современное название возникло после пожаров, произошедших в самой деревне, однако топоним Горелые Борки свидетельствует о том, что, возможно, горел близлежащий лес. Историческое название Барсуки происходит от некалендарного личного имени Барсук. Форма множественного числа характерна для названий, образованных от наименований животных.

## Физико-географическая характеристика

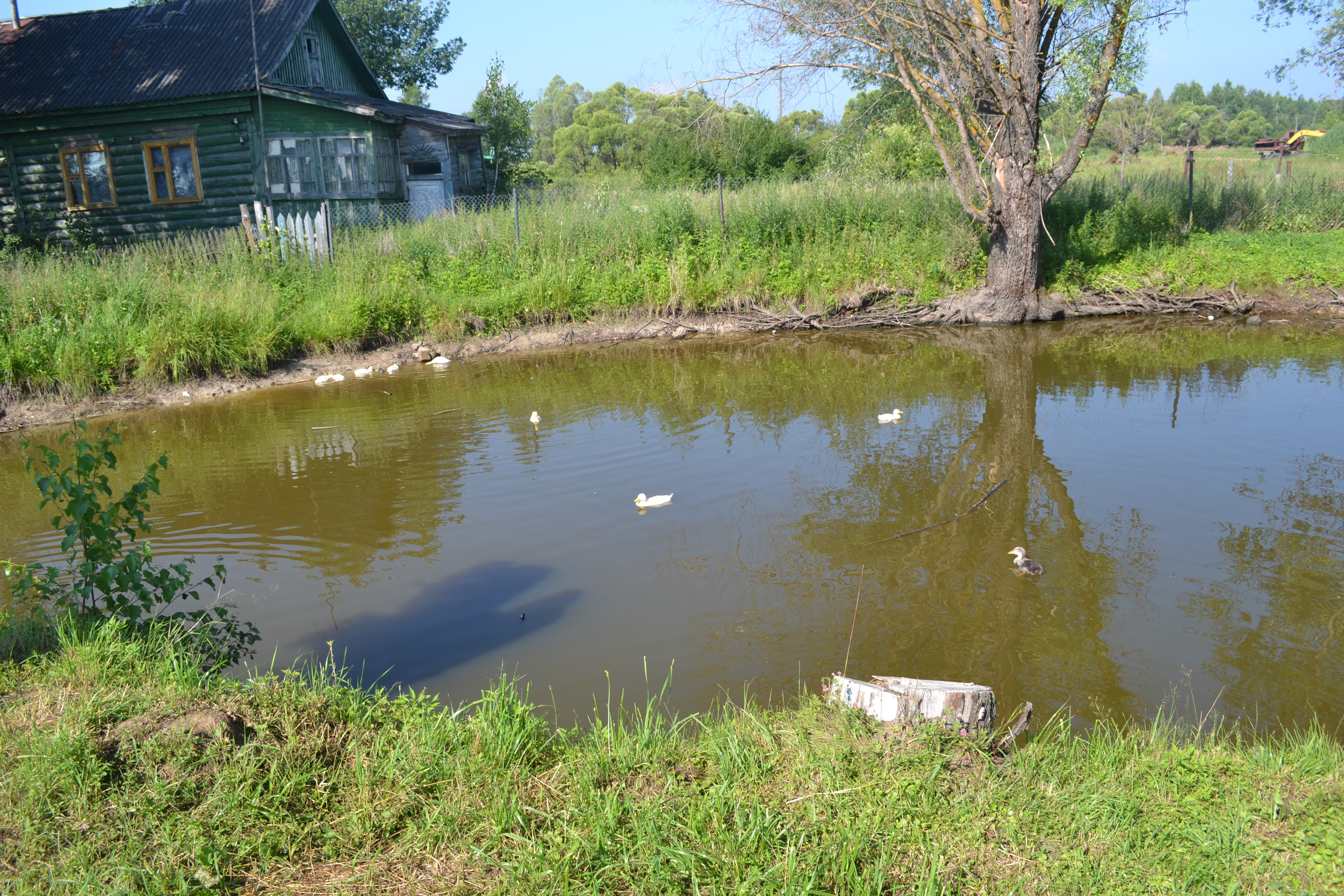
Пруд в деревне Горелово

Деревня расположена в пределах Мещёрской низменности, относящейся к Восточно-Европейской равнине, на высоте 126 м над уровнем моря. Рельеф местности равнинный. Со всех сторон деревня, как и большинство соседних селений, окружена полями. В 4 км к востоку от деревни расположено озеро Дубовое.
По автомобильной дороге расстояние до МКАД составляет около 170 км, до районного центра, города Шатуры, — 65 км, до ближайшего города Спас-Клепики Рязанской области — 26 км, до границы с Рязанской областью — 10 км. Ближайший населённый пункт — деревня Дёмино, непосредственно примыкает к Горелово с северо-западной стороны.
Деревня находится в зоне умеренно континентального климата с относительно холодной зимой и умеренно тёплым, а иногда и жарким, летом. В окрестностях деревни распространены дерново-подзолистые почвы с преобладанием суглинков и глин.
В деревне, как и на всей территории Московской области, действует московское время.

## История

### С XVIII века до 1861 года

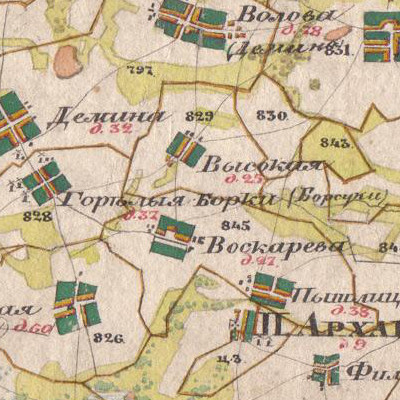
Деревня Горелово на карте 1850 года

С конца XVIII до начала XX века Горелово входило в Егорьевский уезд Рязанской губернии.
В Экономических примечаниях к планам Генерального межевания, работа над которыми проводилась в 1771—1781 гг., деревня описана следующим образом:

Деревня Барсуки Катерины Николаевны Шетневой (12 дворов, 53 мужчины, 50 женщин). На суходоле, земля иловатая, хлеб и покосы средственны, крестьяне на пашне
В последней четверти XVIII века и в начале XIX века деревня принадлежала княгине Екатерине Николаевне Лопухиной (урождённой Шетневой). С 1847 года деревней владела помещица Маркова.
В Отечественной войне 1812 года погибли два жителя деревни — ополченцы Григорьев Терентий Ионович, 25 лет и Никитин Герасим Иванович, 28 лет.
По данным X ревизии 1858 года, деревня принадлежала генеральше от кавалерии, статс-даме, княгине Ольге Александровне Орловой. По сведениям 1859 года Горело — владельческая деревня 1-го стана Егорьевского уезда по левую сторону Касимовского тракта, при колодцах. На момент отмены крепостного права владелицей деревни была графиня Ольга Александровна Орлова.

### 1861—1917
После реформы 1861 года из крестьян деревни было образовано одно сельское общество, которое вошло в состав Архангельской волости.
Согласно Памятной книжке Рязанской губернии на 1868 год в деревне имелась ветряная мельница с одним поставом.
В 1880 году в деревне сгорело 10 дворов.
В 1885 году был собран статистический материал об экономическом положении селений и общин Егорьевского уезда. В деревне было общинное землевладение. Земля была поделена по работникам. Переделы мирской земли (пашни и луга) происходили редко. В общине был как дровяной, так и строевой лес. Дровяной лес рубили ежегодно, а строевой, который в общем владении с другими деревнями графини Орловой, рубился совместно и одновременно со всеми. Надельная земля находилась в трёх участках, отделённых друг от друга чужими владениями. Сама деревня находилась с краю надельной земли. Дальние полосы отстояли от деревни на 2 версты. Длина душевых полос от 5 до 30 сажень, а ширина от 1,5 до 3 аршин.
Почвы были суглинистые с примесью ила, местами песчаные, пашни — бугроватые, луга — болотистые. Прогоны были неудобные, в связи с чем крестьяне совместно с крестьянами деревень Дёмино, Волово и Якушевичи арендовали пастбища и покосы у крестьян сёл Мервино и Борки Рязанского уезда. В деревне было два маленьких пруда и у каждого двора колодцы с хорошей водой. Своего хлеба не хватало, поэтому его покупали в селе Архангельском или в своей деревни у торговцев. Сажали рожь, овёс, гречиху и картофель. У крестьян было 37 лошадей, 115 коров, 305 овец, 51 свинья, а также 72 плодовых дерева и 7 колодок пчёл. Избы строили деревянные, крыли деревом и железом, топили по-белому.
Деревня входила в приход села Архангельское, там же находилась ближайшая школа. В самой деревне на общественной земле имелся кабак, с которого община получала 50 рублей в год. Главным местным промыслом среди женщин было вязание сетей для рыбной ловли и сбор коры для дубления кож. Многие мужчины были плотниками. Отхожими промыслами занимались 69 мужчин, из них 1 конторщик, 2 мелочных торговца и 66 плотников. На заработки уходили в Москву и её окрестности, а также в Саратовскую, Самарскую губернию и другие места.
По данным 1905 года в деревне имелись две ветряные мельницы. Основным отхожим промыслом оставалось плотничество. Ближайшее почтовое отделение и земская лечебница находились в селе Архангельском.

### 1917—1991

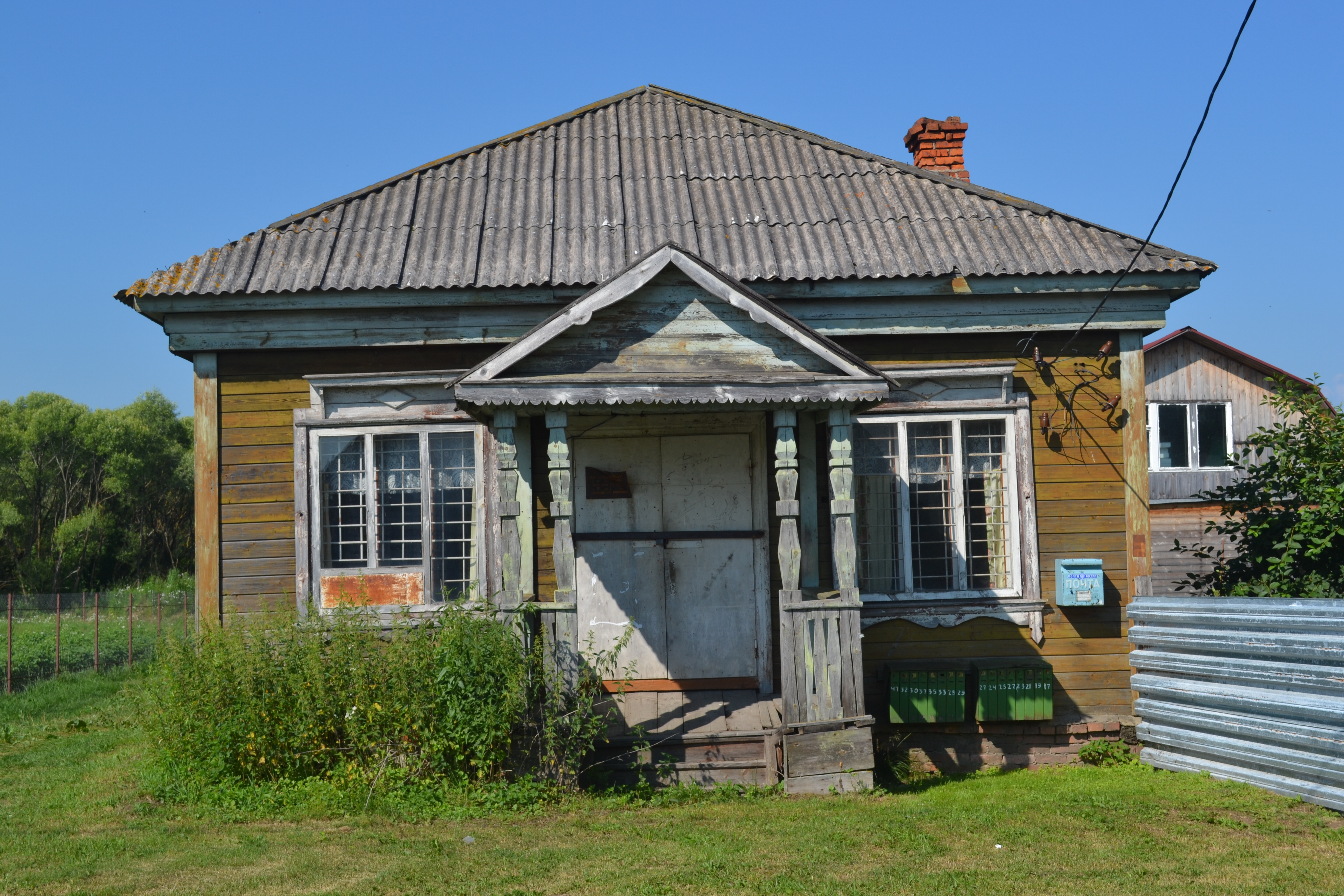
Здание бывшего магазина в деревне

В 1919 году деревня Горелово в составе Архангельской волости была передана из Егорьевского уезда во вновь образованный Спас-Клепиковский район Рязанской губернии. В 1921 году Спас-Клепиковский район был преобразован в Спас-Клепиковский уезд, который в 1924 году был упразднён. После упразднения Спас-Клепиковского уезда деревня передана в Рязанский уезд Рязанской губернии. В 1925 году произошло укрупнение волостей, в результате которого деревня оказалась в укрупнённой Архангельской волости. В ходе реформы административно-территориального деления СССР в 1929 году деревня вошла в состав Дмитровского района Орехово-Зуевского округа Московской области. В 1930 году округа были упразднены, а Дмитровский район переименован в Коробовский.
В 1930 году деревня Горелово входила в Гореловский сельсовет Коробовского района Московской области.
В 1932 году в деревне был организован колхоз им. Хрущёва. Известные председатели колхоза: Сергеев (1932 год), Сорокин М. В. (1934 год), Бодров (с июня 1934 года), Исакин (1935—1936 гг.), Бодров (1939 год), Блохин Иван Иванович (1942 год), Тихонов (1942, 1946 гг.), Силонов (1947 год), Попков Николай Иванович (1950 год).
С 1930-х гг. дети из деревни Горелово посещали школу, расположенную в самой деревне.
В конце 1930-х годов жертвой политических репрессий стала жительница деревни Долгова Александра Георгиевна.
Во время Великой Отечественной войны в армию были призваны 69 жителей деревни. Из них 16 человек погибли и 20 пропали без вести. Двое уроженцев деревни были награждены боевыми орденами и медалями:
- Журкин Василий Иванович (1920 г.р.) — призван в 1940 году, служил в 1309 истребительном противотанковом полку, демобилизован по ранению в 1944 году в звании сержанта, был награждён орденом Отечественной войны II степени и медалью «За победу над Германией»;
- Кочетков Дмитрий Сергеевич (1925 г.р.) — призван в 1944 году, служил в 362 запасном стрелковом полку, демобилизован в 1948 году в звании красноармейца, был награждён медалью «За победу над Германией»[29].

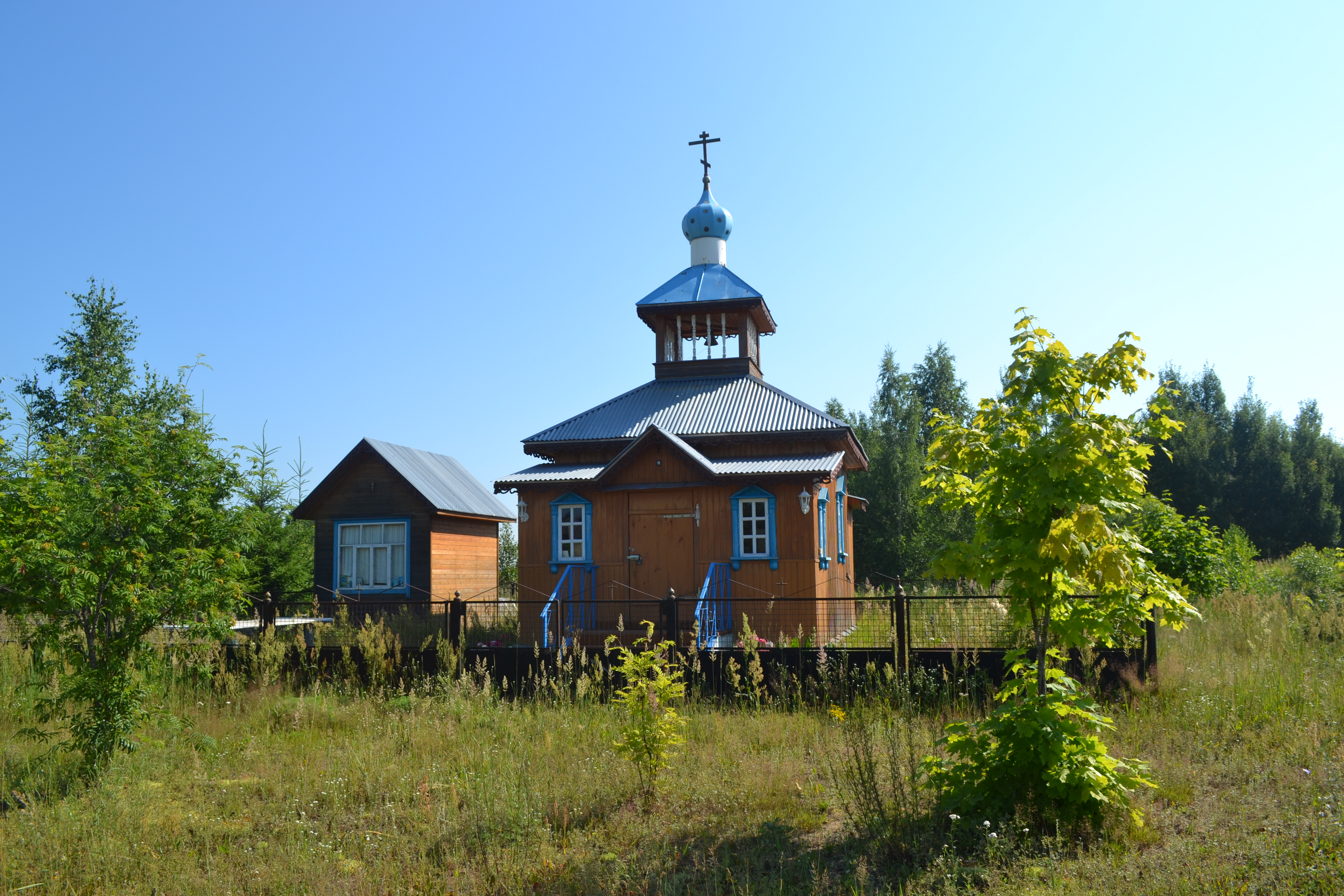
Часовня

В 1951 году было произведено укрупнение колхозов, в результате которого деревня Горелово вошла в колхоз им. Хрущёва, впоследствии в ходе второго укрупнения в 1958 году деревня вошла в колхоз «40 лет Октября».
В 1954 году деревня была передана из упразднённого Гореловского сельсовета в Пышлицкий сельсовет.
3 июня 1959 года Коробовский район был упразднён, Пышлицкий сельсовет передан Шатурскому району.
В 1960 году был создан совхоз «Пышлицкий», в который вошли все соседние деревни, в том числе Горелово.
С конца 1962 года по начало 1965 года Горелово входило в Егорьевский укрупнённый сельский район, созданный в ходе неудавшейся реформы административно-территориального деления, после чего деревня в составе Пышлицкого сельсовета вновь передана в Шатурский район.

### С 1991 года
В 1994 году в соответствии с новым положением о местном самоуправлении в Московской области Пышлицкий сельсовет был преобразован в Пышлицкий сельский округ. В 2005 году образовано Пышлицкое сельское поселение, в которое вошла деревня Горелово.

## Население
| 1790 | 1812 | 1858 | 1859 | 1868 | 1885 | 1905 |
| ---- | ---- | ---- | ---- | ---- | ---- | ---- |
| 103  | ↘96  | ↗262 | →262 | ↗282 | ↗320 | ↗519 |
| 1970 | 1993 | 2002 | 2006 | 2010 | 2011 | 2013 |
| ↘143 | ↘58  | ↘40  | ↗44  | ↘24  | ↗41  | ↗44  |

В переписях за 1790, 1812, 1858 (X ревизия), 1859 и 1868 годы учитывались только крестьяне. Число дворов и жителей: в 1790 году — 12 дворов, 53 муж., 50 жен.; в 1812 — 96 чел.; в 1850 году — 37 дворов; в 1858 году — 124 муж., 138 жен.; в 1859 году — 38 дворов, 124 муж., 138 жен.; в 1868 году — 44 двора, 130 муж., 152 жен.
В 1885 году был сделан более широкий статистический обзор. В деревне проживало 318 крестьян (43 двора, 160 муж., 158 жен.), из 48 домохозяев шестеро не имели своего двора. Кроме того, в деревне проживала 1 семья личного гражданина Егорьевска, не приписанная к крестьянскому обществу (1 мужчина и 1 женщина, своего двора не имели). На 1885 год грамотность среди крестьян деревни составляла 2,5 % (8 человек из 318).
В 1905 году в деревне проживало 519 человек (48 дворов, 234 муж., 285 жен.). Со второй половины XX века численность жителей деревни постепенно уменьшалась: в 1970 году — 53 двора, 143 чел.; в 1993 году — 69 дворов, 58 чел.; в 2002 году — 40 чел. (19 муж., 21 жен.).
По результатам переписи населения 2010 года в деревне проживало 24 человека (18 муж., 6 жен.), из которых трудоспособного возраста — 15 человек, старше трудоспособного — 6 человек, моложе трудоспособного — 3 человека.
Жители деревни по национальности в основном русские (по переписи 2002 года — 82 %).
Деревня входила в область распространения Лекинского говора, описанного академиком А. А. Шахматовым в 1914 году. Некоторые особенности говора до сих пор встречаются в речи старшего поколения.

## Социальная инфраструктура
Ближайшие предприятия торговли, дом культуры, библиотека и операционная касса «Сбербанка России» расположены в селе Пышлицы. Медицинское обслуживание жителей деревни обеспечивают Пышлицкая амбулатория, Коробовская участковая больница и Шатурская центральная районная больница. Ближайшее отделение скорой медицинской помощи расположено в Дмитровском Погосте. Среднее образование жители деревни получают в Пышлицкой средней общеобразовательной школе.
Пожарную безопасность в деревне обеспечивают пожарные части № 275 (пожарные посты в селе Дмитровский Погост и деревне Евлево) и № 295 (пожарные посты в посёлке санатория «Озеро Белое» и селе Пышлицы).
Деревня электрифицирована, но не газифицирована. Центральное водоснабжение отсутствует, потребность в пресной воде обеспечивается общественными и частными колодцами.
Для захоронения умерших жители деревни, как правило, используют кладбище, расположенное около села Пышлицы. До середины XX века рядом с кладбищем находилась Архангельская церковь, в состав прихода которой входила деревня Горелово.

## Транспорт и связь
Рядом с деревней проходит асфальтированная автомобильная дорога общего пользования Дубасово-Сычи-Пышлицы, на которой имеется остановочный пункт маршрутных автобусов «Демино». Деревня связана автобусным сообщением с селом Дмитровский Погост и деревней Гришакино (маршрут № 40), а также с городом Москвой (маршрут № 327, «Перхурово — Москва (м. Выхино)»). Ближайшая железнодорожная станция Кривандино Казанского направления находится в 54 км по автомобильной дороге. Прямые автобусные маршруты до районного центра, города Шатуры, и станции Кривандино отсутствуют.
В деревне доступна сотовая связь (2G и 3G), обеспечиваемая операторами «Билайн», «МегаФон» и «МТС». Ближайшее отделение почтовой связи, обслуживающее жителей деревни, находится в селе Пышлицы.